# Ingersholma
Ingersholma med Skutholm och Utterklobb är en ö i Åland (Finland). Den ligger i Skärgårdshavet och i kommunen Kumlinge i landskapet Åland, i den sydvästra delen av landet. Ön ligger omkring 52 kilometer öster om Mariehamn och omkring 220 kilometer väster om Helsingfors.
Öns area är 2,04 kvadratkilometer och dess största längd är 3,3 kilometer i nord-sydlig riktning. Ön höjer sig omkring 30 meter över havsytan.

## Delöar och uddar
- Ingersholma 60°15′08″N 20°51′03″Ö / 60.25219°N 20.8507°Ö
- Röskär 60°14′39″N 20°51′47″Ö / 60.24415°N 20.863°Ö (udde)
- Skutholm 60°14′20″N 20°51′31″Ö / 60.23878°N 20.85854°Ö
- Kolnäset 60°15′14″N 20°50′26″Ö / 60.25376°N 20.84049°Ö (udde)
- Bockören 60°15′08″N 20°50′18″Ö / 60.25226°N 20.8383°Ö (udde)
- Kolholmen 60°14′43″N 20°50′53″Ö / 60.24514°N 20.8481°Ö (udde)
- Utterklobb 60°15′46″N 20°51′25″Ö / 60.26277°N 20.857°Ö
- Getudden 60°15′20″N 20°51′14″Ö / 60.25546°N 20.85399°Ö (udde)